# Патнэм, Роджер
Роджер Лоуэлл Патнэм (англ. Roger Lowell Putnam; 19 декабря 1893, Бостон — 24 ноября 1972, Спрингфилд) — американский политик и бизнесмен. Произошёл от известного бостонского рода Лоуэеллов. Являлся мэром Спрингфилда, Массачусетс, с 1937 по 1943, директором администрации экономической стабилизации с 1951 по 1952.
Патнэм также являлся доверенным лицом в Обсерватории Лоуэлла, которой всячески обеспечивал финансовую поддержку. Им было куплено три новых телескопа для обсерватории, а также сподвигнуты поиски так называемой Планеты X.